# Recepción de boda

Recepción de boda en la Rusia del siglo XVII por Konstantin Makovsky.

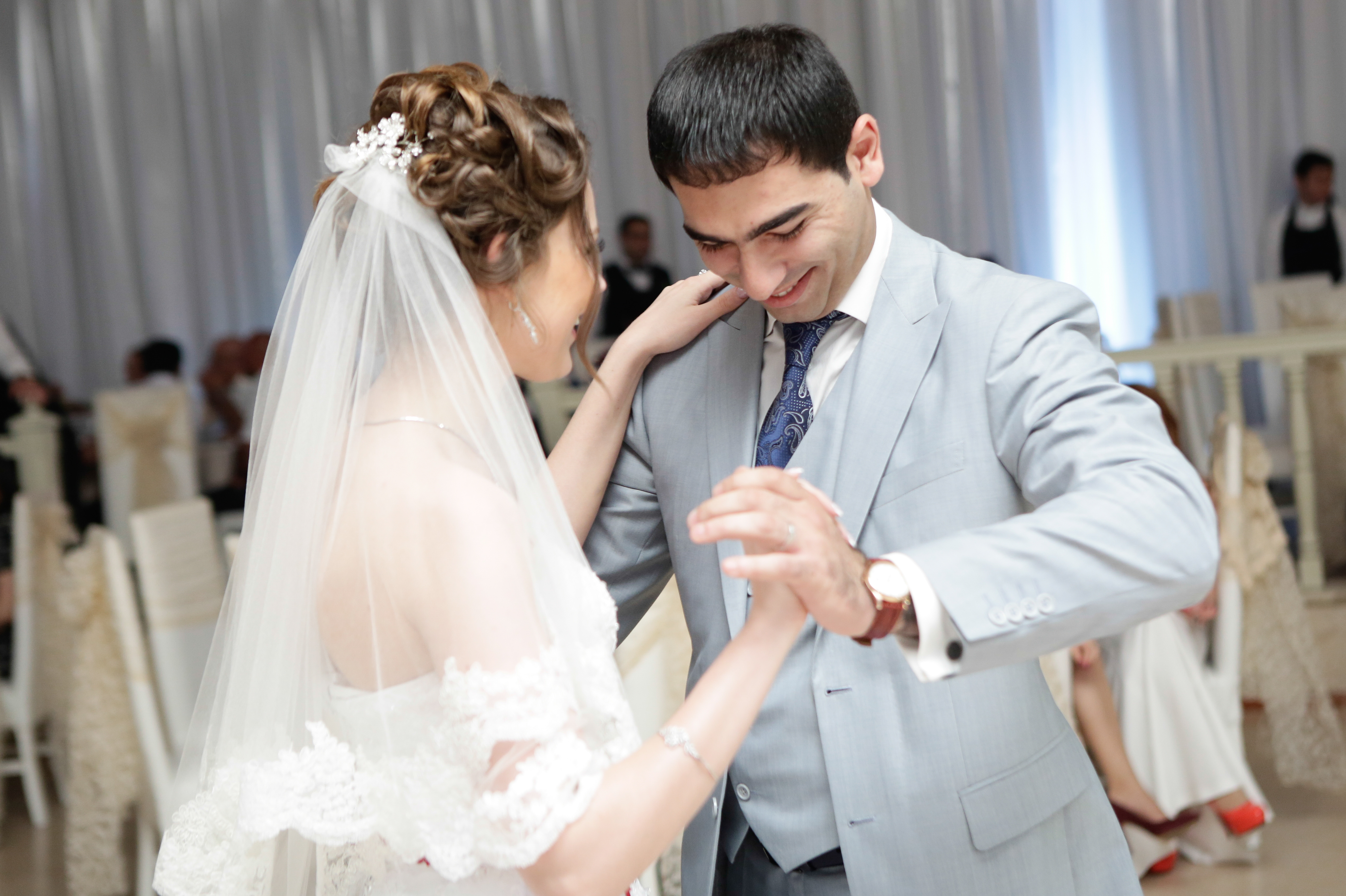
Baile nupcial de una pareja casada de Azerbaiyán.

Una recepción de boda es una fiesta que suele celebrarse tras la finalización de una ceremonia de matrimonio como muestra de hospitalidad hacia quienes han asistido a la boda, de ahí el nombre de recepción: la pareja "recibe" a la sociedad, formada por familiares y amigos, por primera vez como matrimonio. Los anfitriones ofrecen comida y bebida de su elección, aunque el pastel de boda es muy popular.
Entretener a los invitados tras una ceremonia nupcial es una tradición en la mayoría de las sociedades y puede durar desde media hora hasta varias horas o incluso días. La mayoría de las recepciones de boda se celebran por la noche para la cena; sin embargo, la pareja puede optar por un almuerzo, brunch o incluso una merienda. En última instancia, la pareja decide los detalles y el lugar de la recepción.
En algunas culturas, se celebran fiestas de boda separadas para las familias de la novia y del novio.
Antes de que las recepciones (un evento social estructurado alrededor de una fila de recepción, generalmente celebrado por la tarde con refrigerios ligeros) se hicieran populares, las bodas solían celebrarse con desayunos nupciales (para quienes seguían tradiciones religiosas que fomentaban bodas matutinas) y bailes nupciales (para quienes se casaban por la noche). La popularidad de las recepciones, en lugar de desayunos, cenas y bailes, durante el siglo XX llevó a que el término "recepción" se aplicara a cualquier evento social posterior a una boda, ya sea brunch, merienda, cena o baile.

## Cultura occidental

### Lugar

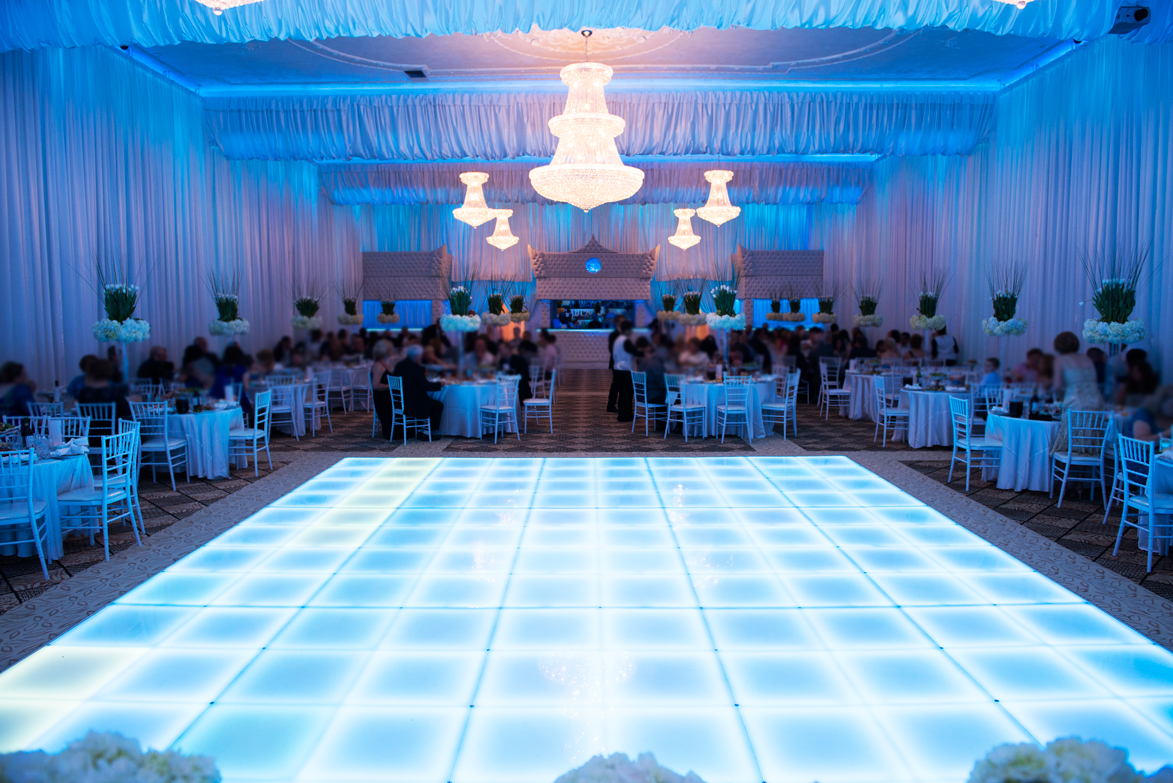
Salón de banquetes utilizado para una recepción de boda.

Hasta después de la Segunda Guerra Mundial, las celebraciones nupciales se realizaban comúnmente en la casa de la novia, con el estilo de entretenimiento que permitieran los recursos de la familia. Podía ser un gran baile para familias adineradas, un almuerzo para familias de clase media o una merienda con pastel y limonada para familias trabajadoras.
La elección dependía principalmente de la situación económica de la familia, y en algunos casos, se preferían las bodas colectivas para compartir costos. A principios del siglo XX, los salones de baile se hicieron comunes y eran alquilados por quienes planeaban una celebración que superara la capacidad de sus hogares.
Los lugares típicos para las celebraciones nupciales ahora incluyen salones de hoteles, salones de banquetes, lugares especializados para bodas, salones comunitarios, salones sociales en la iglesia u otro lugar sagrado donde se realizó la ceremonia y especialmente para bodas más pequeñas, restaurantes y fiestas en jardines en casa. También hay muchas pequeñas empresas que se especializan en proporcionar lugares para ceremonias y celebraciones nupciales.

### Línea de recepción
En una línea de recepción, la pareja recién casada, los anfitriones, a menudo sus padres y cualquier acompañante de honor, se colocan en orden de precedencia y saludan a cada invitado por turno.
Cada invitado saluda a la primera persona (de menor precedencia) en la fila y si es necesario, se presenta. La primera persona luego presenta al invitado a la siguiente persona en la fila y se dirige al siguiente invitado. Como cada invitado solo dice su nombre (si es necesario) y saludos o felicitaciones convencionales a cada persona por turno, la fila avanza de manera constante sin demoras innecesarias.
La etiqueta occidental requiere que al menos uno de los anfitriones y la pareja recién casada, como invitados de honor, den la bienvenida y saluden a los invitados, pero otros miembros del cortejo nupcial, como los padres que no organizan la fiesta o los hermanos, no están obligados a estar en la fila de recepción. Es cada vez más común incluir solo a la pareja, ya que las parejas modernas suelen organizar y pagar sus propias bodas en lugar de sus padres.
Una vez que se ha recibido formalmente a cada invitado de esta manera, la fila de recepción termina y las personas que estaban obligadas a estar en ella pueden mezclarse con los invitados, comer y disfrutar de conversaciones más extensas.

### Entrada principal
Otra opción, especialmente popular en la costa este y oeste de los Estados Unidos, es realizar una entrada principal en lugar de una fila de recepción. La entrada principal puede implicar presentar a algunos o todos los miembros del cortejo nupcial, los padres o la pareja de novios.
El cortejo nupcial suele ser presentado por un maestro de ceremonias, animador, disc-jockey o líder de la banda. Puede hacerse de la misma manera en que desfilaron por el pasillo durante la ceremonia. Esto es generalmente mucho más rápido que una fila de recepción y los invitados pueden estar sentados antes de la llegada del cortejo nupcial. Además, puede ser un evento en sí mismo y tan entretenido como se desee. Las presentaciones pueden ir acompañadas de música e información sobre cada persona para presentarlos a los invitados. Sin embargo, a diferencia de una fila de recepción, no ofrece a los invitados la oportunidad de hablar con las personas presentadas.

### Comida

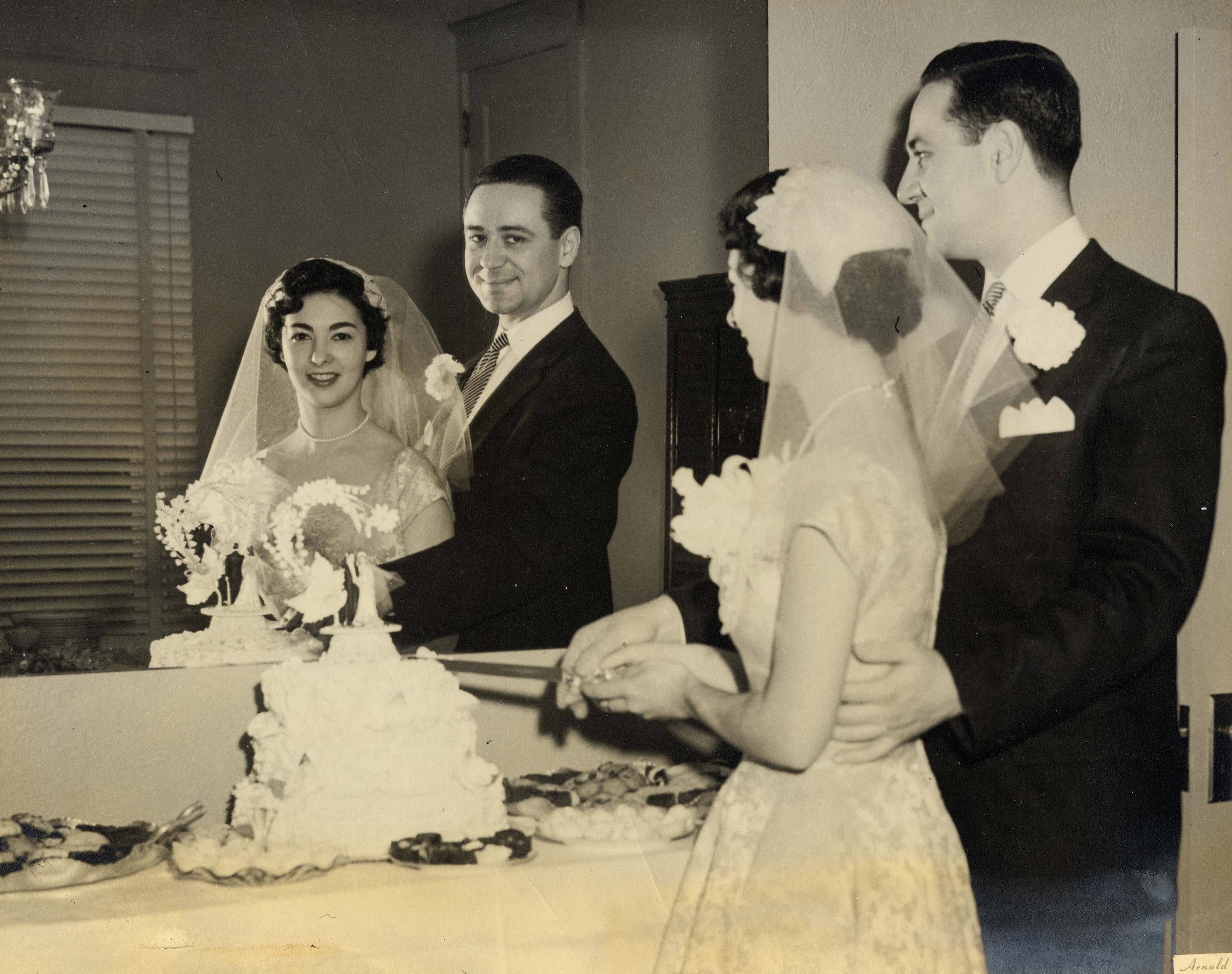
La novia y el novio cortan el pastel de boda en una recepción de boda estadounidense en 1955.

La comida servida en una recepción de boda depende del horario de la boda y las costumbres locales. La comida puede variar desde una bebida no alcohólica con pastel de boda hasta cenas elaboradas de varios platos. El tipo de comida es elegido completamente a discreción y presupuesto de los anfitriones, ya que los costos de cáterin para bodas han aumentado considerablemente.
Algunas recepciones, especialmente si la cultura o la fe religiosa del cortejo nupcial prohíbe el alcohol o el baile, se centran en el postre. Los anfitriones también pueden optar por honrar costumbres regionales o locales, como servir un pastel culturalmente importante como el croquembouche en Francia o incluir una mesa de galletas como se celebra en Pittsburgh y algunas áreas circundantes.
El pastel de boda suele ser un pastel de capas de varios pisos decorado elaboradamente con glaseado blanco. Algunas parejas tienen un pastel de exhibición más pequeño, que se complementa con pastel de plancha.
El pastel del novio es una tradición observada principalmente en el sur de los Estados Unidos. En las eras colonial y victoriana, el pastel de la novia, glaseado de blanco, se consideraba "demasiado ligero" para los gustos masculinos y se ofrecía una segunda opción de pastel, generalmente un pastel de frutas oscuro empapado en licor. Hoy en día, el chocolate es popular, aunque el pastel del novio puede ser de cualquier sabor y suele estar moldeado o decorado como algo significativo para el novio, como un pasatiempo o deporte favorito.
Si se sirve una comida completa, el pastel de boda suele servirse después de la comida. De lo contrario, el pastel puede servirse tan pronto como la familia haya recibido a todos los invitados.
Comúnmente, la pareja corta ceremonialmente la primera porción del pastel y en un guiño a un antiguo rito nupcial romano, pueden darse un bocado mutuamente y tal vez tomar un sorbo de vino u otra bebida con los brazos entrelazados. Luego, el pastel se sirve a los invitados. Al igual que servir el té en una fiesta formal, servir pastel suele considerarse un honor.

### Brindis
En la mayoría de los países de cultura occidental, ya sea antes o después de servir la comida, los miembros del cortejo nupcial realizan brindis deseando lo mejor a la pareja. Comúnmente, los brindis son propuestos por el padre de la novia, el novio, el padrino de boda y/o la dama de honor, aunque no hay una lista absolutamente requerida de personas que deban hacer brindis, ni siquiera es obligatorio ofrecer brindis.
Una nueva tendencia implica la incorporación de una presentación en DVD o un video de montaje fotográfico, con imágenes de los nuevos esposos creciendo y conociéndose. Estos se crean utilizando películas caseras y fotos tomadas a lo largo de la vida de la pareja, editadas y acompañadas de música. El montaje se muestra en una gran televisión, monitor o con un proyector LCD.

### Bailes

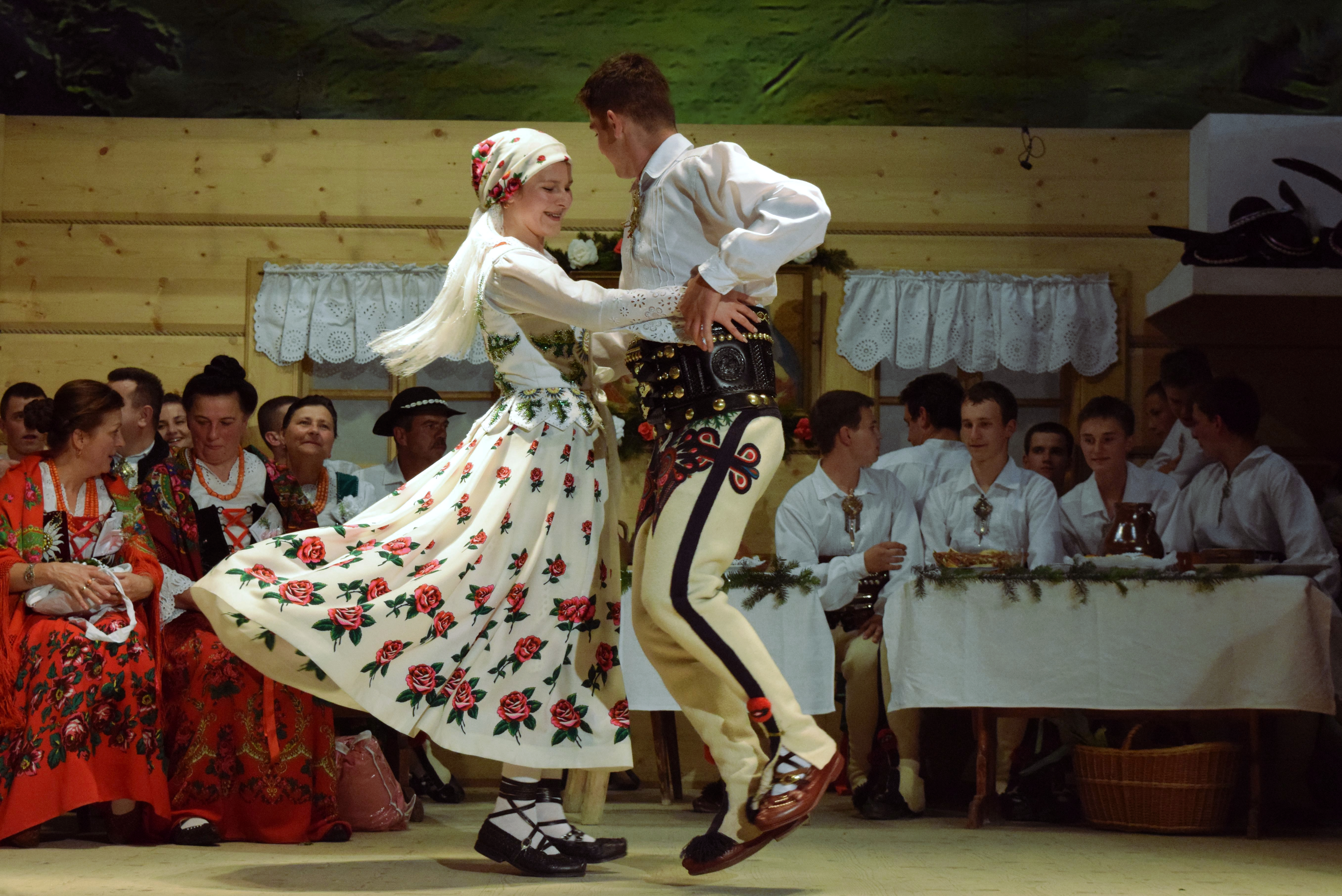
"Una boda górales", baile de la novia y el novio.

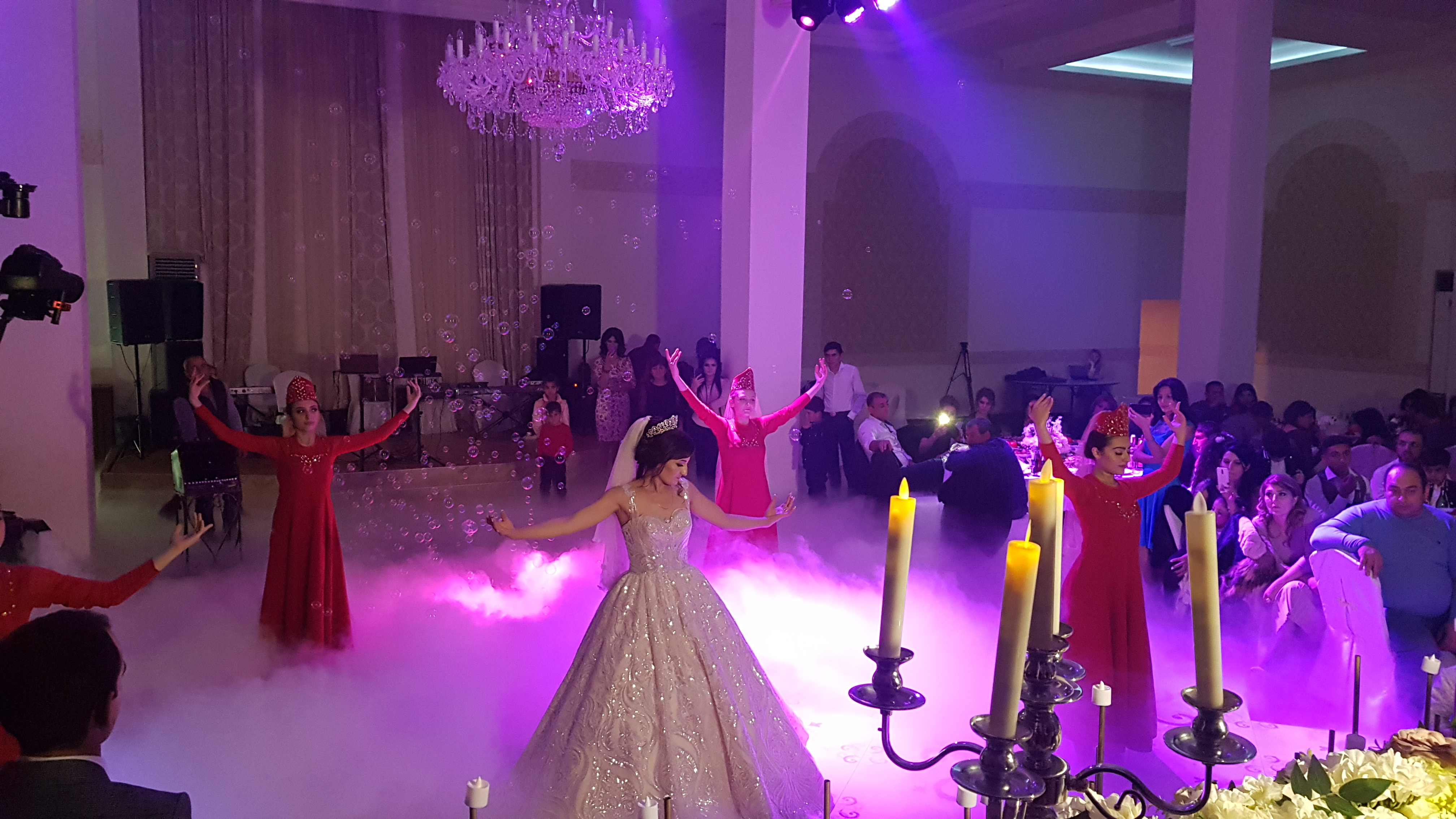
Boda armenia, baile de la novia.

Si hay baile, la pareja recién casada suele abrirlo con su primer baile. Cuando el vals era popular, a veces se le llamaba "vals nupcial", aunque ahora se utilizan más comúnmente otros estilos de baile. La pareja puede decidir elegir una rutina de baile coreografiada u otras formas de baile, como club, disco o hip hop.
En los últimos años, las parejas han personalizado su primer baile seleccionando canciones que tienen un significado especial para ellos, a veces optando por éxitos contemporáneos o elecciones poco convencionales. Además, algunas parejas invierten en clases de baile profesionales para realizar rutinas coreografiadas, añadiendo un elemento único y entretenido a su recepción.
Los éxitos del Top 40 se están convirtiendo en una opción cada vez más popular para el primer baile, la canción más popular para el primer baile en bodas en el Reino Unido en 2020 es "You Got Me Thinking", una balada de rock suave de Joshua Radin. Antes de la boda, los recién casados eligen un DJ y acuerdan una lista de reproducción con él. Como regla, la actuación del DJ tiene lugar después de la parte tradicional oficial.
Tradicionalmente, poco después de que comienza el baile, los invitados se unen al baile, en orden de precedencia, exactamente como en cualquier otro baile. En tiempos muy recientes, algunas familias han indicado a los invitados que no comiencen a bailar hasta después de ver una secuencia, a veces extensa, de bailes "especiales". Por ejemplo, después del primer baile, la pareja recién casada podría bailar con sus padres o suegros. Sin embargo, no hay ningún requisito de que ciertas personas bailen, mucho menos con una persona en particular, ni un orden absolutamente requerido para que la pareja nupcial, sus familias o el cortejo nupcial comience a bailar.

### Entretenimiento

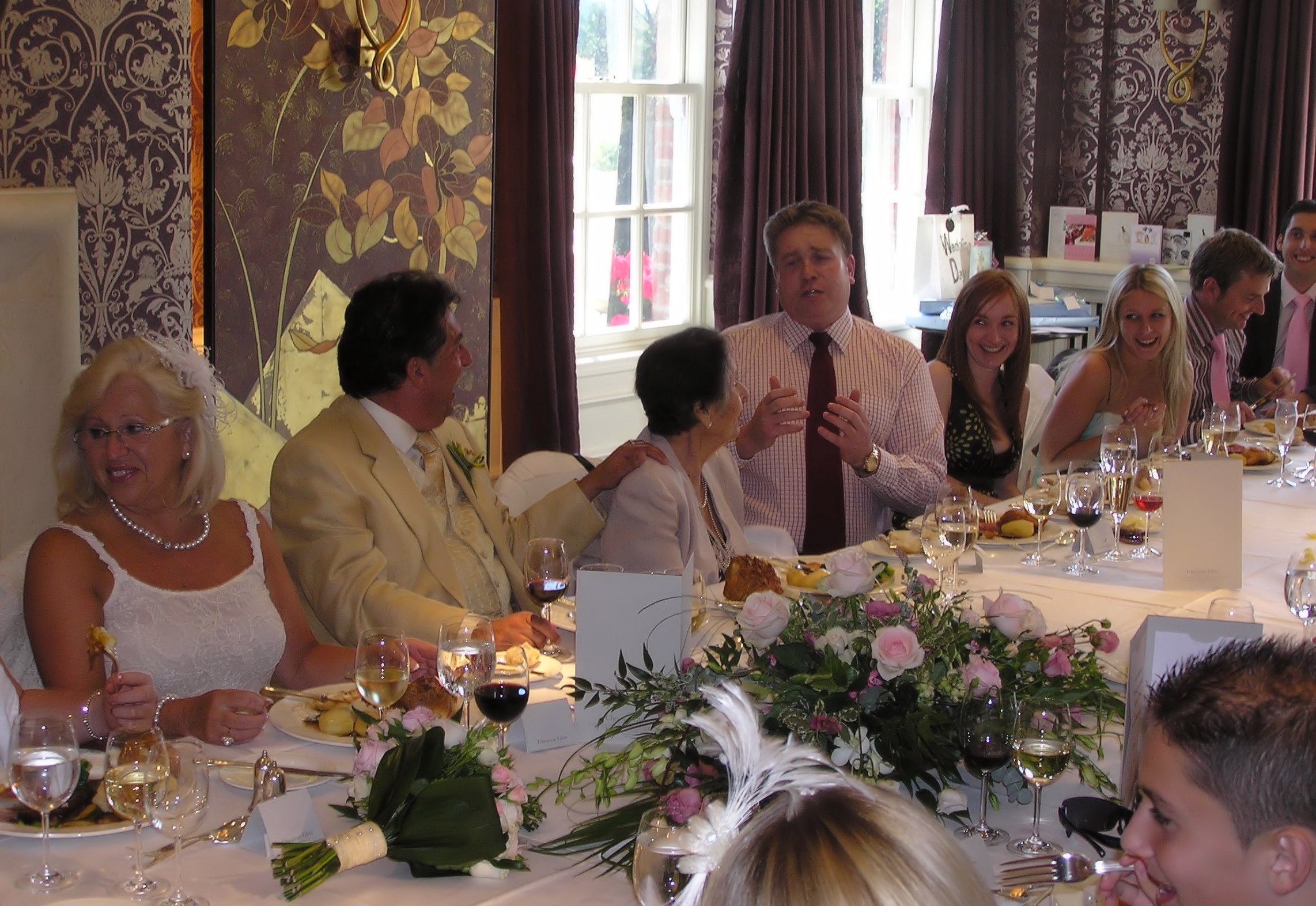
Entretenimiento en una recepción de boda inglesa. Los organizadores han contratado a dos cantantes de ópera para interpretar arias durante la comida para el entretenimiento de los invitados. La madre del novio está siendo serenada.

Las recepciones de boda suelen ser el momento en que las parejas desean asegurarse de que sus familiares e invitados estén entretenidos y se incorporan diversas opciones como disc jockeys, bandas en vivo, bailarines profesionales como de salón o bailarinas del vientre, magos, artistas de fuego, violinistas eléctricos, comediantes y entretenimientos más inusuales para realzar las festividades y hacer que la boda destaque.
Típicamente, incluir entretenimiento lujoso en la recepción de boda es un lujo. Los DJ de bodas han aumentado en popularidad en las culturas modernas, al igual que contratar una banda en vivo.

### Salida
A menudo se realiza una ceremonia para la salida de los recién casados. Se puede lanzar arroz o alpiste, que simbolizan abundancia a la pareja que parte, siendo el alpiste preferido por los administradores de las instalaciones, ya que requiere menos limpieza que el arroz, y sustitutos nuevos y sin suciedad, como soplar burbujas de jabón o tocar pequeñas campanas, son aún más favorecidos por el personal de limpieza.
Dado que los recién casados son los invitados de honor, se espera que los demás invitados permanezcan en la recepción hasta que ellos se vayan y en consecuencia, es una imposición para los otros invitados que los recién casados permanezcan demasiado tiempo en la fiesta. En ocasiones, los recién casados organizan una despedida oficial para que los invitados se sientan libres de irse y luego regresan silenciosamente por otra puerta.

### Gastos

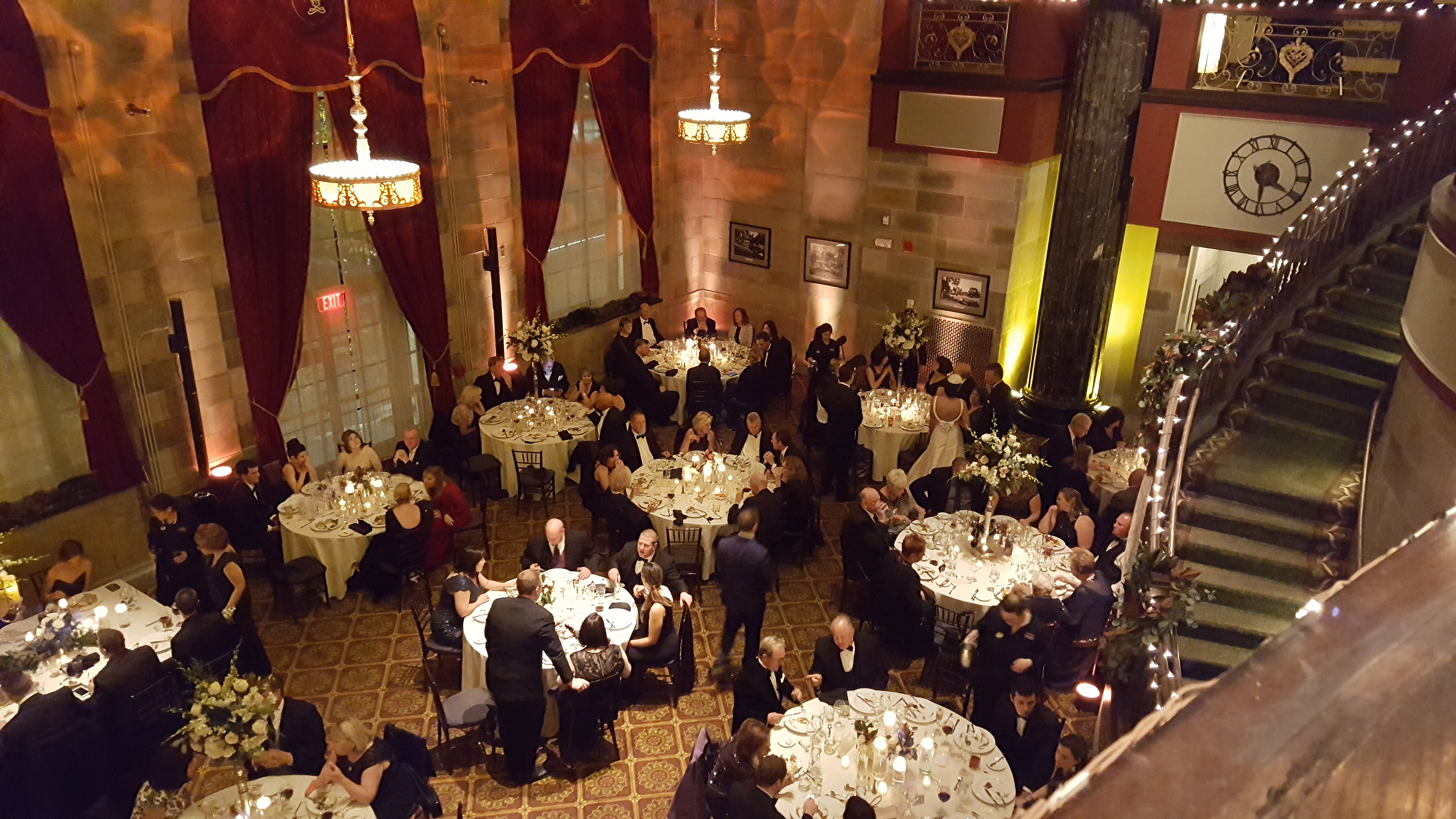
Una recepción de boda de etiqueta celebrada en la Society Room en Hartford, Connecticut.

El costo mediano de una boda, incluyendo tanto la ceremonia como la recepción, ha superado generalmente la tasa de inflación. En los Estados Unidos, a partir de 2016, el precio promedio era de 35.329 dólares, aumentando constantemente año tras año, como también ha ocurrido en el Reino Unido, donde el costo promedio era de 25.090 libras, aumentando aproximadamente 7000 libras con respecto a dos años antes. En Australia, el costo es de 36.200 dólares australianos. Aproximadamente el 50% del presupuesto total de una boda se destina solo a la recepción. Esto se debe principalmente al costo de la comida y el alcohol. La industria de las bodas es una industria enorme que genera 161.000 millones de dólares al año, según Rebecca Mead, autora de One Perfect Day.

### Otras tradiciones occidentales y más allá
Las tradiciones de boda varían entre países y entre regiones del mismo país. Algunas tradiciones compartidas incluyen:

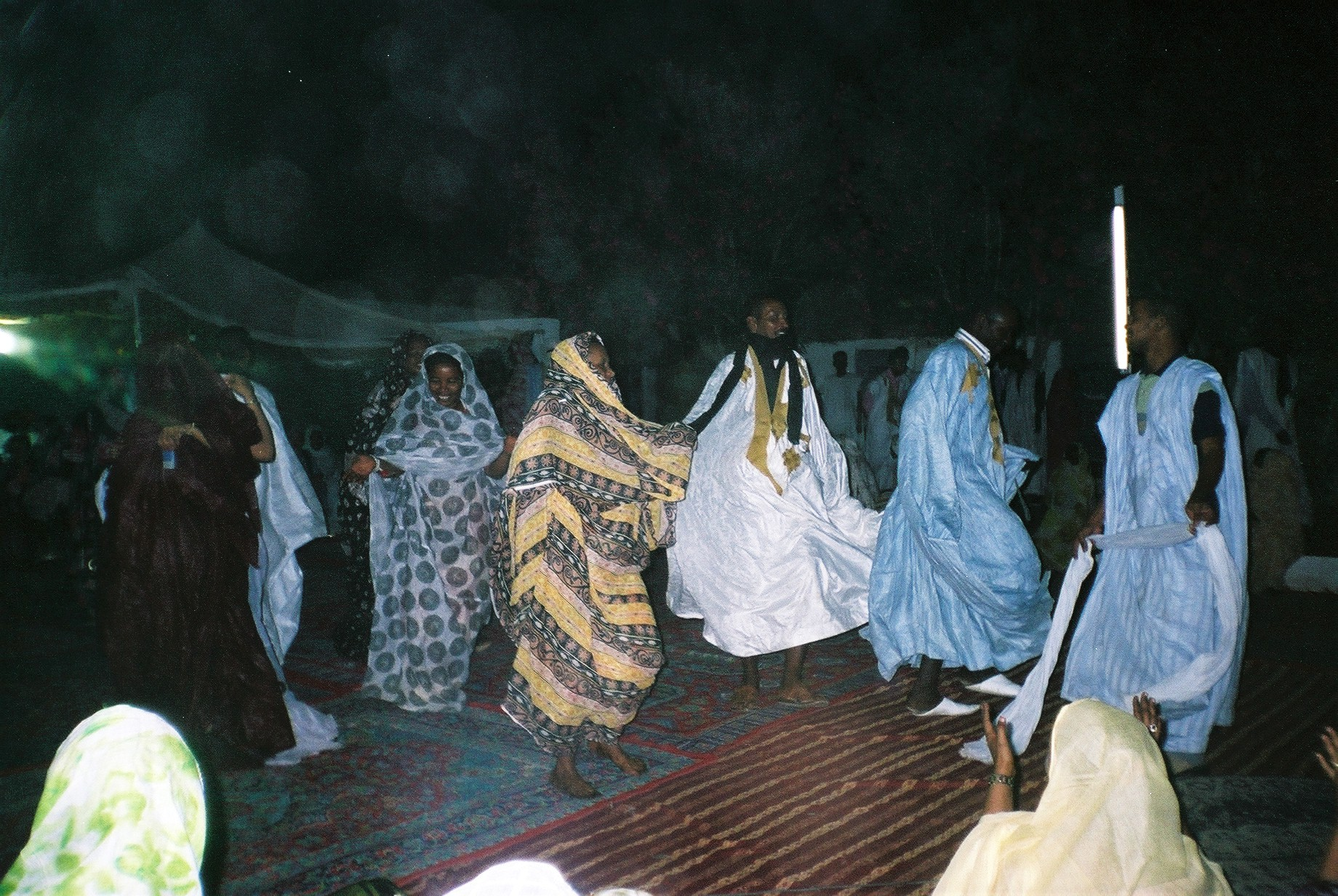
Invitados bailando en una fiesta de boda en Mauritania.

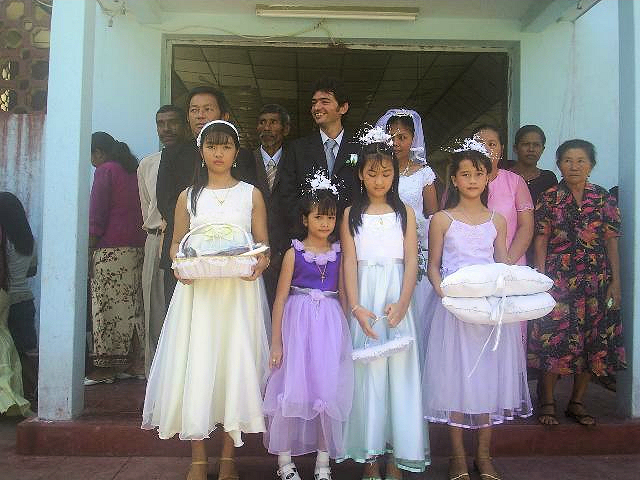
Pueblo hakka étnico en una boda en Timor Oriental, 2006.

- El baile del dinero, o baile del dólar: Los invitados pagan una pequeña cantidad de dinero para bailar con la novia o el novio. En algunas culturas, el dinero se sujeta a un delantal especial que lleva la novia o el novio. En otras, el dinero es recolectado por amigos. Esto es común entre parejas polacas e italianas, aunque muchas otras novias y novios lo incorporan. Hay un debate considerable sobre la propiedad de un baile del dinero en países de habla inglesa, donde la práctica es mal vista porque hacer que los invitados paguen por bailar o socializar con la pareja nupcial parece inhóspito, codicioso o de mal gusto.[18]

- Es aceptado cuando la pareja y la mayoría de sus invitados son de una de las culturas en las que es tradicional.
- Lanzamiento del ramo y la liga de la novia:[9] La novia lanza su ramo por encima del hombro a un grupo de todas las mujeres solteras presentes, quien lo atrape se supone que será la próxima en casarse. De manera similar, el novio lanza la liga de la novia a los hombres solteros después de quitársela de la pierna. En ocasiones, la novia "arregla" el lanzamiento del ramo arrojándolo a una mujer que está comprometida. El novio luego organiza que el prometido de la ganadora del ramo reciba la liga de la novia. A veces, el hombre que atrapa la liga debe ponérsela en la pierna de la mujer que atrapó el ramo, o la liga se vende en una rifa en lugar de ser lanzada. Esta tradición es ahora ligeramente menos común en las culturas occidentales, donde algunos han argumentado que es anticuada.[19]
- Tocar las copas: Los invitados a menudo tocan sus copas durante la cena para pedir a los recién casados que se levanten y se besen. Algunas parejas distribuyen campanas como recuerdo de boda para que los invitados las toquen en lugar de chocar las copas.[9]
- Recuerdos: Los anfitriones pueden proporcionar un pequeño regalo para cada invitado. Los recuerdos pueden incluir chocolates, velas, marcos de fotos u otros pequeños regalos. Dichos recuerdos no son obligatorios.[9]

## Tradiciones chinas

### Regalos

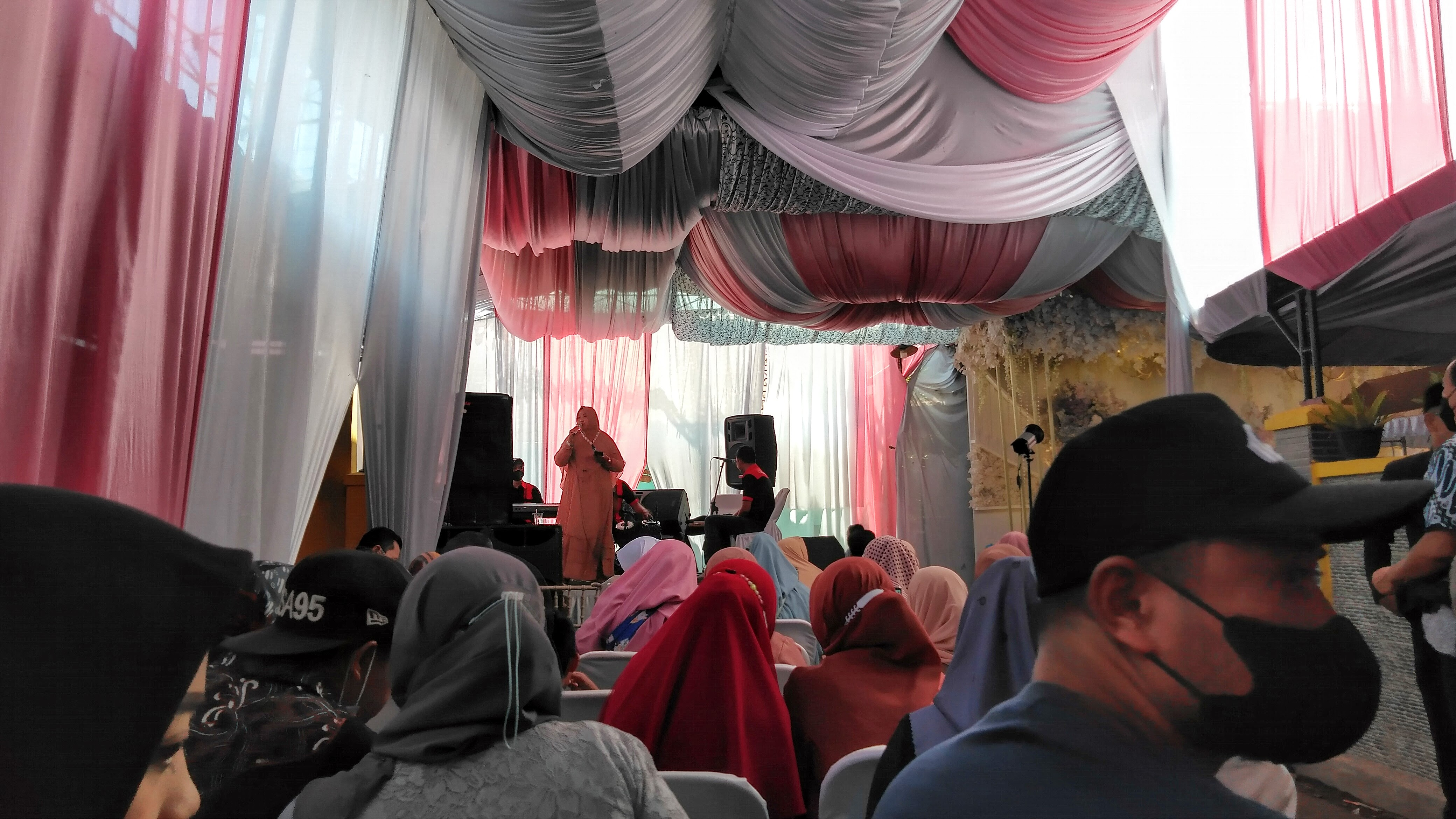
Una ceremonia de boda típica en Indonesia, completa con una orquesta en un escenario, 2022. El público puede solicitar una canción para que la orquesta la cante, o pueden subir al escenario y cantar la canción que deseen.

A menos que la pareja de novios tenga un registro de bodas, es mejor no dar regalos o certificados de regalo. Para las bodas chinas, el dinero en efectivo o un cheque es el regalo tradicional. (Las bodas italianas tradicionales también incluyen regalos en efectivo.) El cheque debe estar en un sobre rojo o bolsillo rojo con los nombres de los donantes y siempre se entrega al registrarse en el restaurante. Al elegir la cantidad de dinero a dar, los donantes evitan escrupulosamente los números de mala suerte, como el 4 y prefieren combinaciones de números de buena suerte, como números pares, números con 8 (homónimo de "fortuna") y 9 (homónimo de "longevidad", como en "que tu matrimonio goce de longevidad"). Además, los sobres blancos nunca se usan para envolver regalos para una boda u otro evento alegre, ya que el color blanco está asociado con la muerte. En las bodas chinas, algunos parientes mayores también pueden dar joyas de oro.

### Horario
En la invitación se indican dos horarios: 恭候 (gōnghòu/saludo) y 入席 (rùxí/recepción). Típicamente, están separados por al menos dos horas (algunos pueden estarlo por cuatro horas). El primero es el momento en que el novio y la novia, junto con su familia, estarán listos para recibir a los invitados y saludarlos; el segundo es el momento en que comenzará la recepción o banquete. El intervalo entre esos horarios se conoce como tiempo de entretenimiento. Muy a menudo, el restaurante proporcionará póker y mahjong (麻將) para juegos de azar; el tiempo también puede usarse para socializar con otros invitados y tomar fotos con la pareja de novios y sus familias. Hoy en día, para las bodas de parejas chinas en los Estados Unidos, es menos probable ver mahjong jugado antes del banquete; a menudo es reemplazado por una fiesta de cócteles. Sin embargo, si la recepción de boda tiene lugar en el sur de China, Hong Kong, Macao, e incluso partes de Canadá (donde hay una gran población cantonesa), el mahjong podría seguir jugándose antes de la cena.

### Registro

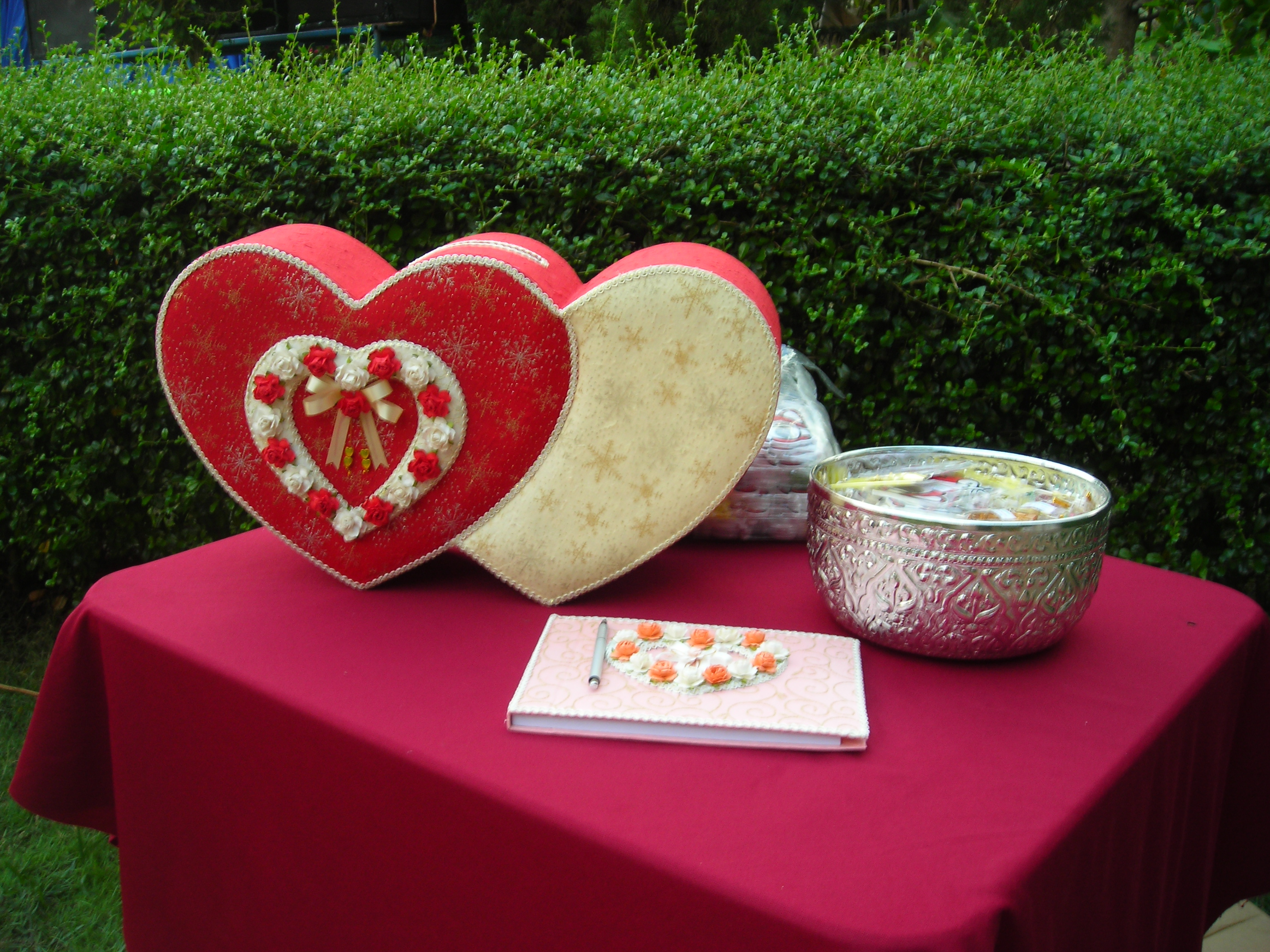
Los regalos en efectivo pueden colocarse en una caja especial en la mesa de registro.

Dos personas estarán en las mesas de registro (una de la familia de la novia y otra de la del novio) para registrar a los invitados y recibir regalos y sobres rojos. A menudo, tendrán dos listas de invitados separadas, una del lado del novio y otra del lado de la novia. Luego, el padrino de boda y la dama de honor dirigirán a los ujieres para escoltar a los invitados a sus asientos.

### Procedimiento del banquete
Típicamente, el banquete incluirá un discurso de los padres, el padrino de boda, la dama de honor y el orador invitado. Habrá corte del pastel, brindis, una ceremonia del té y baile. Las dos mesas en el centro de la sala son para las familias del novio y la novia.

### Tradiciones
Una recepción de boda china típicamente tiene nueve o diez platos. Platos caros como aleta de tiburón, abulón, langosta, camarones gigantes, paloma, lubina o pepino de mar son comunes en el menú de un banquete nupcial. Un pescado, pollo o cerdo entero simboliza suerte y completitud en la cultura nupcial china.
Tradicionalmente, después del quinto plato de la cena, el novio y la novia y sus familias se acercarán a cada mesa para brindar con los invitados. Muy a menudo, la novia cambiará a un vestido de boda chino rojo tradicional (鳳褂, o qípáo) en ese momento, si antes llevaba un estilo de ropa diferente.

## Galería
Las decoraciones varían según la cultura y el presupuesto.

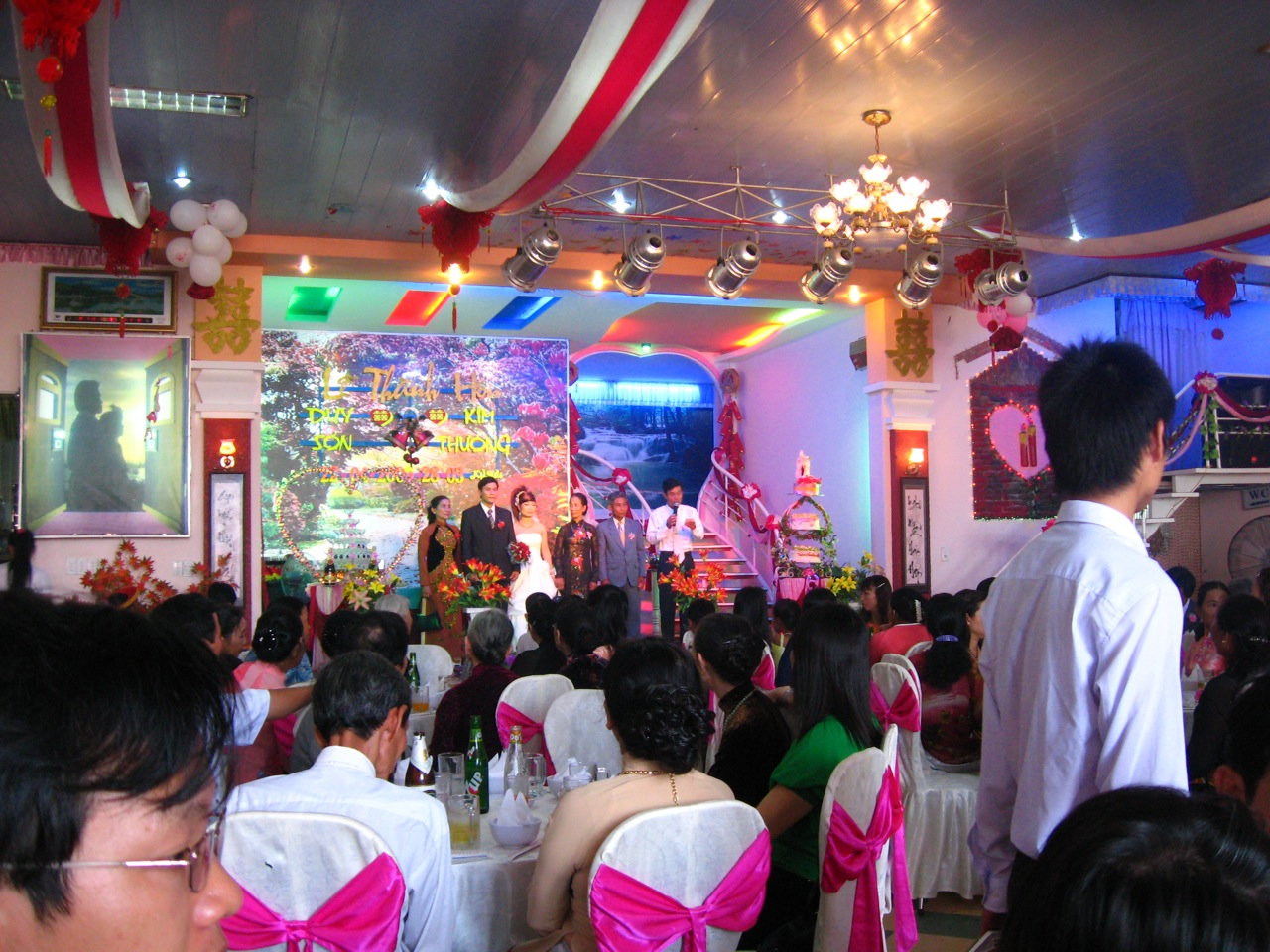
Recepción moderna en Vietnam
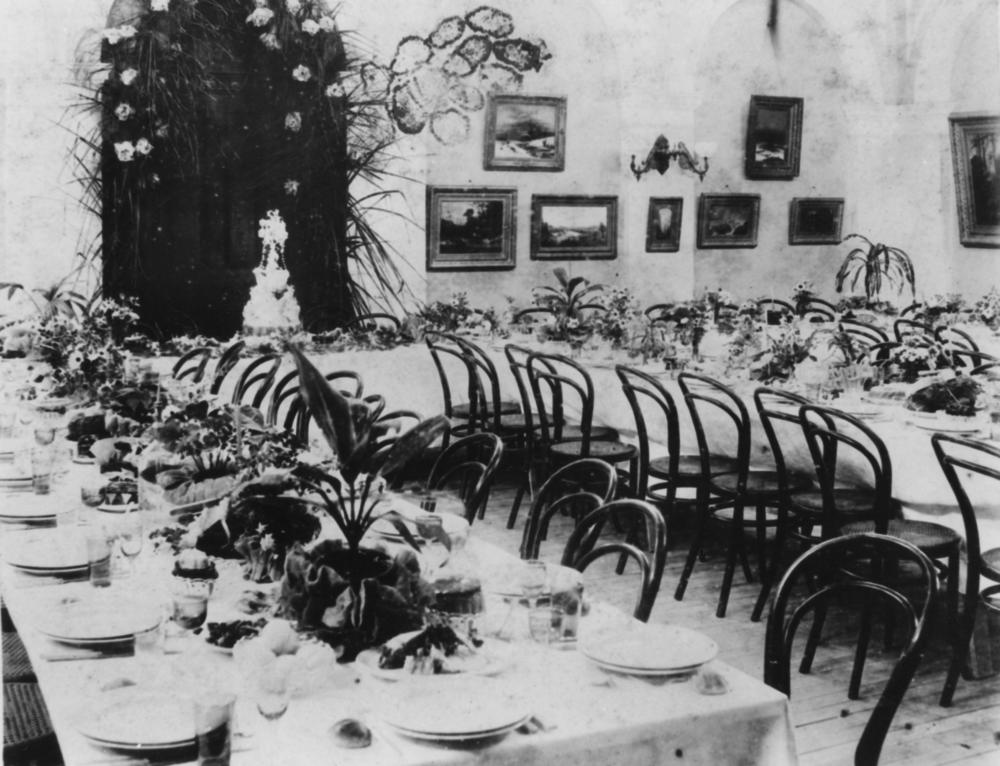
Una recepción de boda elaborada en 1894 en Australia
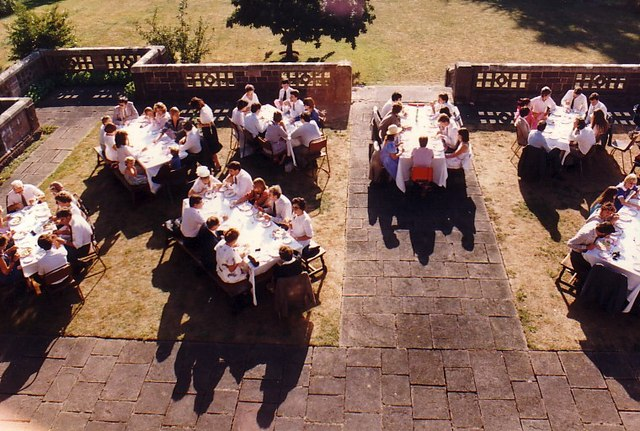
Esta recepción de boda se celebró al aire libre.
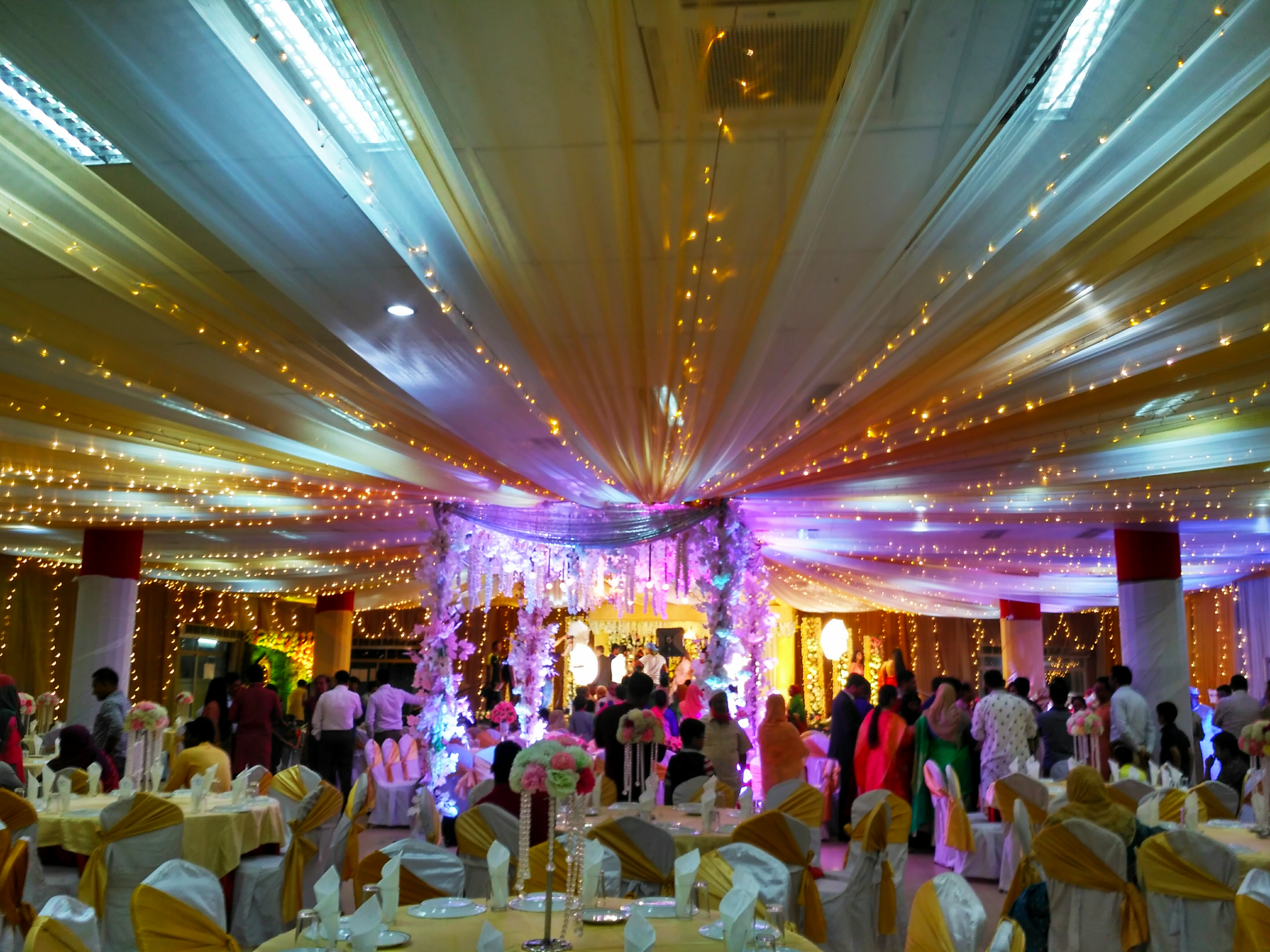
Recepción de boda en 2019 en Bangladés